# شعب الشطب (الحيمة الخارجية)

تعديل مصدري - تعديل

شعب الشطب هي إحدى قرى عزلة سهام بمديرية الحيمة الخارجية التابعة لمحافظة صنعاء، بلغ تعداد سكانها 54 نسمة حسب تعداد اليمن لعام 2004.